# Kristján Eldjárn

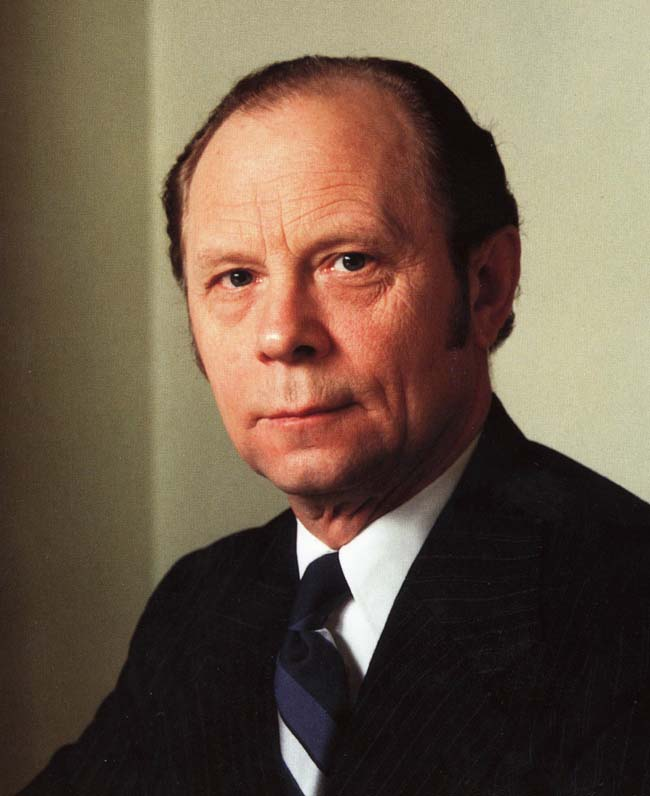
Kristján Eldjárn

Kristján Eldjárn [ˈkʰrɪstjaun ˈɛltjaurtn̩] (* 6. Dezember 1916 in Tjörn im Svarfaðardalur, Island; † 14. September 1982 in Cleveland/Ohio) war von 1968 bis 1980 der dritte Staatspräsident Islands.
Seine Eltern waren der Landwirt und Lehrer Þórarinn Kr. Eldjárn und Sigrún Sigurhjartardóttir. Er studierte nach seiner Reifeprüfung 1936 an der Universität Kopenhagen und der Háskóli Íslands in Reykjavik Nordische Sprachen, Archäologie und Geschichte. Von 1939 bis 1941 arbeitete er als Gymnasiallehrer in Akureyri, anschließend setzte er sein Studium an der Háskóli Íslands fort. Dieses Studium schloss er 1944 mit der Magisterprüfung ab. Dann begann er seine Tätigkeit am Isländischen Nationalmuseum, dessen Leiter er 1947 wurde. im Jahre 1957 promovierte er mit einer umfangreichen archäologischen Arbeit über die isländischen Grabhügel.
Zum ersten Mal wurde er am 30. Juni 1968 zum isländischen Staatspräsidenten gewählt, seine Amtszeit dauerte vom 1. August 1968 bis zum 31. Juli 1980.
Kristján Eldjárn war mit Halldóra Ingólfsdóttir verheiratet. Der Schriftsteller Þórarinn Eldjárn ist sein Sohn.

## Auszeichnungen
- 1961 Ritter, 1963 Kommandeur, 1968 Großkreuz des Falkenordens
- 1970 Elefanten-Orden
- 1972 Collane des Finnischen Ordens der Weißen Rose